# Místic (vaixell)

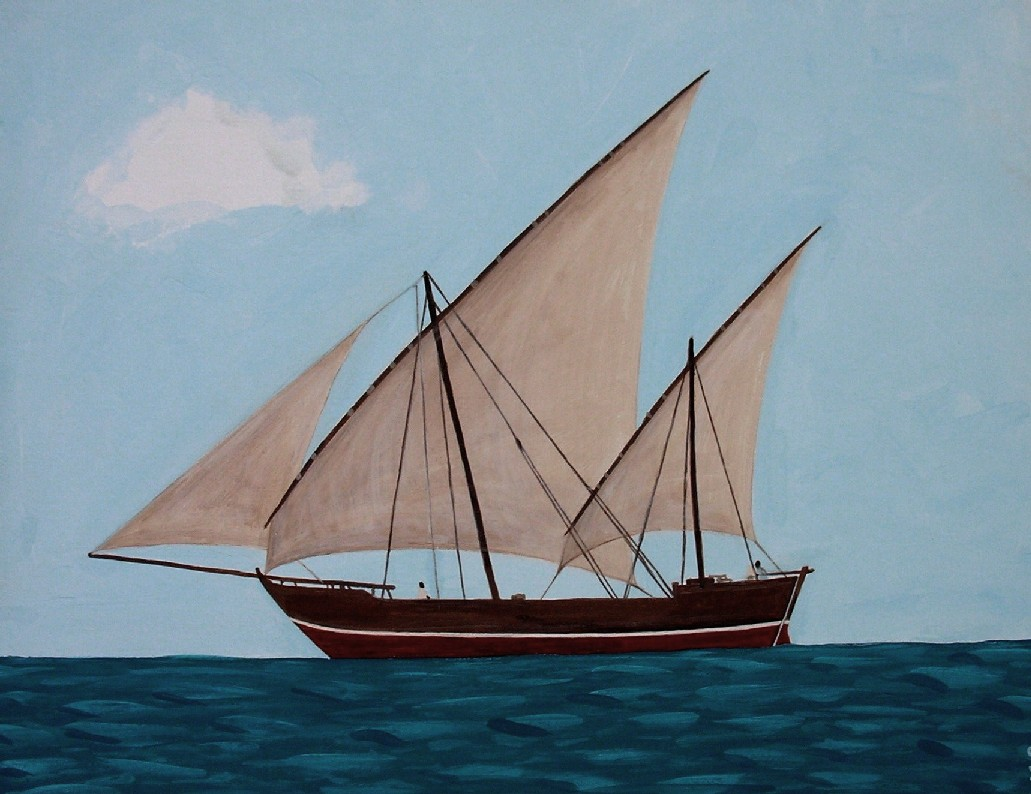
Pintura representant un “boum” de les Maldives. L'aparell vèlic és semblant al d'un místic.

Esquema d'un veler amb tres veles llatines. En un místic les veles serien místiques i, a més, desplegaria un floc a proa, des del cap del trinquet fins a la punta del bauprès.

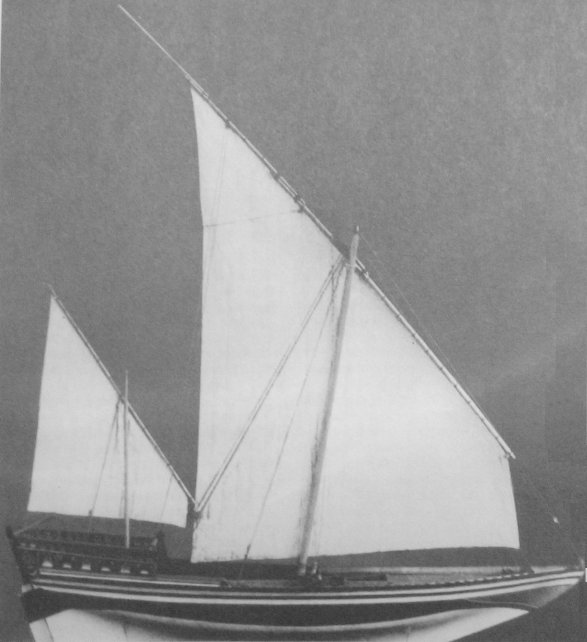
Model d'un sambuk amb dues veles místiques

Entre els vaixells de vela tradicionals, un místic era una embarcació de vela que portava dos o tres arbres i bauprès. Cada arbre portava una vela mística  i podia hissar un floc (o pollacra) a proa. Els místics tenien coberta i un perfil baix i esvelt. El seu desplaçament era moderat.

## Característiques
El buc d'un místic era afinat però amb més mànega, proporcionalment, que una galera. La proa era molt llançada, amb la roda molt inclinada. A nivell de la coberta hi solia haver una plataforma rectangular que quedava en voladís per la popa, formant una mena d'engraellat.
Els arbres es paraven gairebé verticals o lleugerament inclinats cap a popa. Les veles eren místiques suportades en antenes molt verticals i amb els cars molt curts.
Algunes descripcions (la de l'Enciclopèdia Espasa, per exemple) parlen d'una vela de mitjana al terç.

## Usos
Els místics foren embarcacions mercants i de guerra molt usades pels catalans i per marins de la Mediterrània oriental. Els místics armats (entre 4 i 10 canons de petit calibre) eren populars entre corsaris i contrabandistes i també com a guardacostes.

## Fets militars
- 1798. El místic corsari francès Alobroge va capturar la goleta Marty.[7]

- El 26 d'octubre de 1806, el místic corsari Gibraltar (anomenat Generalísimo) va capturar un vaixell anglès: el bergantí HMS Hanna. Altres fonts esmenten que es tractava d'una balandra.[8][9][10]

- 1810. El místic corsari "La Liguria" captura un vaixell de tres pals.[11]

## Anècdotes
- El darrer viatge de lord Byron fou en un místic. Havent de desplaçar-se des de Cefalònia fins a Mesolongi, va llogar un místic i una bombarda. Les vicissituds de la singladura, fugint dels vaixells turcs, van mostrar les qualitats veleres del seu vaixell i la incertesa de la meteorologia mediterrània a l'hivern.[12] Un cop acabat l'atzarós viatge i havent arribat a la seva destinació fou rebut com un heroi però va morir als pocs dies.
- El gran científic Francesc Aragó fou capturat per un místic corsari de Palamós.[13]